# Film culte

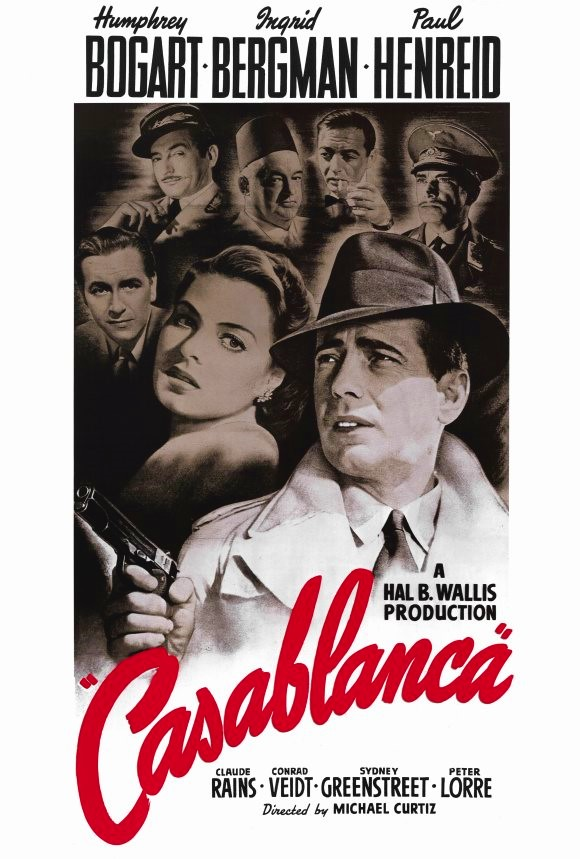
Le film Casablanca de Michael Curtiz, sorti en 1942, est un des nombreux films culte.

Un film culte est un film, généralement original, réunissant un groupe de fans fortement dévoués. Le terme ne désigne ni un genre au sens propre, ni une qualité esthétique, mais qualifie un film en fonction de la façon particulière dont il est reçu par le public ou une partie du public. Un film culte possède un groupe d'admirateurs, et c'est en général un film que « soit on aime, soit on déteste », mais ces propriétés ne suffisent pas à le définir complètement.

## Présentation

### Origine
Le terme « film culte » est apparu pour la première fois dans le livre de Danny Peary (en), Cult Movies en 1981, et il n'a cessé d'être utilisé jusqu'à aujourd’hui, et bien souvent dans des sens déformés par rapport au sens originel.
Un film culte est un film qui a fini par réunir autour de lui un public le plus souvent réduit d'admirateurs, fidèles et habituellement fanatiques. C'est un film qui peut être source de fascination, d'obsession, et une culture secondaire peut se construire autour de lui (d'où l'analogie avec « culte »).
Les films considérés comme objets de culte ont habituellement un intérêt restreint mais très particulier. Ils ont souvent la réputation d'être des œuvres excentriques, qui n’obéissent pas aux règles du cinéma traditionnel, recourant par exemple à des techniques narratives et de réalisation hors des « canons » habituels du cinéma, ou qui explorent des thèmes considérés comme marginaux.
Certains films culte sont condamnés à un succès confiné, notamment certains nanars dont le cercle d'admirateurs sera toujours réduit. Quelques-uns sont toutefois parvenus à gagner dès leur sortie en salle une reconnaissance populaire et parfois même critique. D'autres ont dépassé leur statut « culte » progressivement, finissant par être reconnus comme des classiques à part entière, par exemple C'est arrivé près de chez vous avec Benoît Poelvoorde (1992).

### Film culte et succès
Dans bien des cas, les films culte ont été des échecs à leur sortie en salles. Même s'ils sont restés peu de temps à l'affiche, certains ont pu trouver une popularité dans la durée grâce à leur diffusion sur d'autres canaux (télévision ou internet) ou supports (cassette vidéo, laserdisc, DVD, etc.). Ce nouveau succès peut conduire à la prolongation de leur exploitation vidéo et à l'augmentation du nombre de copies mises en circulation.
Par exemple, un film jugé « médiocre » comme L'ouragan vient de Navarone de Guy Hamilton (échec public et critique à sa sortie en 1978) bénéficie, après une multitude de diffusions sur le câble et sur les chaînes hertziennes, d'une vraie popularité chez les amateurs de film de guerre. 
C'est également le cas de Dikkenek, échec critique et commercial à sa sortie en salle, qui pourtant, grâce à sa parution en DVD, deviendra au fil des années, un film culte de l'humour belge, caractérisé par son absurdité et sa grivoiserie. D'autant qu'au casting, beaucoup d'acteurs peu, voire pas du tout connus du grand public à l'époque, s'y retrouvent. Comme Marion Cotillard et Mélanie Laurent. François Damiens, qui y tient le premier "rôle principal" de sa carrière, qui n'est alors qu'à ses balbutiements, et Florence Foresti, pour qui c'est alors son premier rôle sur grand écran. 
Harold et Maude (Harold and Maude) de Hal Ashby, bien qu'il n'engrangeât guère de recettes à l'époque de sa sortie au cinéma en 1971, est devenu un succès en même temps qu'un phénomène culte, après ses diffusions télévisées et sa sortie en vidéo. Plus récemment, on peut citer The Big Lebowski (1998) de Joel et Ethan Coen et 35 heures, c'est déjà trop (Office Space, 1999) de Mike Judge, échecs à leur sortie transformés par le bouche à oreille en hits de la location vidéo.
Bon nombre de films culte sont des productions indépendantes dont les créateurs ne s’attendent généralement pas à rencontrer le succès auprès du grand public. Le Carnaval des âmes  (1962) de Herk Harvey, La Nuit des morts-vivants (1968) de George A. Romero, El topo (1970) réalisé par Alejandro Jodorowsky, Pink Flamingos (1972) de John Waters, Frère de sang (1982) de Frank Henenlotter, Evil Dead (1981) et ses deux suites, réalisés par Sam Raimi, ou encore Eraserhead (1977) de David Lynch sont autant de films indépendants communément reconnus pour être devenus des films culte.
La comédie noire Fatal Games (1989) de Michael Lehmann qui provoque la controverse avant même le début de son tournage : plusieurs acteurs dont Jennifer Connelly et Heather Graham refusèrent de jouer dedans en raison de la violence et des thèmes sombres du film. Extrêmement bien reçu par la critique lors de sa sortie, considéré comme un précurseur dans le genre du film pour adolescents, ce film mettant en scène Winona Ryder, Christian Slater et Shannen Doherty est néanmoins un flop financier au box-office malgré un budget très faible. Mais lors de sa sortie en vidéo, le film devient un véritable succès, lui permettant de rattraper son échec au box-office, de commencer à développer une grande communauté de fans et de devenir une référence, autant auprès des adolescents que des adultes américains. Il sera par la suite adapté en comédie musicale, puis à la télévision,,,.
Certains films, bien qu'ils aient recueilli des critiques massivement positives et aient été des succès au box office, sont néanmoins considérés comme objets de culte. On trouve un exemple dans la vision du futur sinistre, perturbante et ultra-violente offerte par Stanley Kubrick dans Orange mécanique (1971). D’autres exemples : Easy Rider (1969) de Dennis Hopper, 2001, l'Odyssée de l'espace (2001: A Space Odyssey, 1968), de Stanley Kubrick également, Le Parrain (1972) de Francis Ford Coppola, Les Dents de la mer (1975) de Steven Spielberg, la saga Rocky de Sylvester Stallone, Taxi Driver (1976) de Martin Scorsese, la saga Star Wars de George Lucas, Superman (1978) de Richard Donner, Apocalypse Now (1979) de Francis Ford Coppola, Alien de Ridley Scott, Shining (1980), encore de Stanley Kubrick, Blade Runner (1982) de Ridley Scott, E.T., l'extra-terrestre (1982) de Steven Spielberg, Scarface (1983) de Brian De Palma, Les Goonies (1985) de Richard Donner, Blue Velvet (1986) de David Lynch, la trilogie Retour vers le futur (1985 - 1989 - 1990) de Robert Zemeckis, Batman (1989) de Tim Burton, Jurassic Park (1993) de Steven Spielberg, Last Action Hero de John McTiernan (1993), Pulp Fiction (1994) de Quentin Tarantino, Space Jam (1995) de Joe Pytka, Fight Club (1999) de David Fincher ou encore Matrix (1999) des Wachowski, qui est considéré comme l’un des films du genre le plus important de son époque. Le Projet Blair Witch (1999) de Daniel Myrick et Eduardo Sánchez, jouant sur la tension psychologique et l'imagination du spectateur plutôt que sur les effets spéciaux coûteux, tout en étant tournée en mode caméra embarquée, s'est notamment inscrit parmi les 20 films les plus rentables de l'histoire.
Parfois, des films deviennent objets de culte parce qu’ils sont en avance sur leur temps ; ils se trouvent un public d’admirateurs tardifs une fois que leur originalité est reconnue ; c’est notamment le cas du Fantasia (1940) des studios Walt Disney.
Célèbre pour sa noirceur et sa grande profondeur tragique (qui le rendent peu adapté à un public trop jeune), le film Le Tombeau des lucioles, paru en 1988, est devenu un classique de l'animation japonaise et est considéré comme l'un des plus grands chefs-d’œuvre du long-métrage d'animation de tous les temps,,,,,,.
En 1993, la comédie fantastique La mort vous va si bien de Robert Zemeckis décroche l'Oscar des meilleurs effets visuels grâce à ses effets spéciaux innovants pour l'époque. Mais si le film est devenu culte, c'est notamment pour son importance auprès de la communauté LGBT. Dans un article du magazine Vanity Fair, intitulé « La glorieuse après-vie Queer de La mort vous va si bien », le film est considéré comme « un classique gay culte » et « une pierre de touche de la communauté Queer ». Lors du mois des fiertés, de nombreuses projections du films sont organisées aux États-Unis avec des drag queen interprétant les personnages de Meryl Streep et Goldie Hawn,.
En 1995, le film Power Rangers, le film, est considéré comme culte de par son adaptation réussie de la série, son histoire et rythme, ses costumes et armures magnifiques, son casting de la série préservé, ses scènes d'actions bien chorégraphiées dans la nuit, les effets spéciaux en CGI surprenants pour l'époque, mais aussi pour sa musique dotée de stars de renoms comme Red Hot Chili Peppers et Van Halen,,,,,.
Titanic de James Cameron, sorti en 1997, est le deuxième plus grand succès de l'histoire du cinéma après Avatar (également réalisé par James Cameron). Titanic devient un phénomène culturel à travers le monde, ainsi que le film le plus lucratif de tous les temps avec des recettes aux environs de 1,8 milliard de dollars dans le monde entier.
Toujours en 1998, le film fantastique Les Ensorceleuses ayant pour vedettes Sandra Bullock, Nicole Kidman et Dianne Wiest, qui conte l'histoire de sœurs sorcières qui vivent chez leurs tantes, devient culte pour toute une génération,,,.
Le film Spice World, le film, sorti en 1998, est considéré comme culte pour toute une génération, le décrivant comme un film brillant, voire un chef-d’œuvre du genre parodique, qui se moque aussi bien du starsystem que des clichés du cinéma, tout en faisant de nombreux clins d’œils à la culture populaire de l’époque,,,,,,,,,.
En 2000, la comédie Scary Movie, qui parodie de nombreux films d’horreurs, ainsi que les noms des acteurs et des personnages de ce domaine, est un triomphe au box office, devient culte et lance la vague de films parodique tels que Big Movie, Epic Movie, Scary Scream Movie, Blonde Movie, Spanish Movie, Desaster Movie…,,,,. En parallèle, Miss Détective, traitant d’un agent du FBI qui doit s’infiltrer dans le concours de Miss États-Unis et jouée par Sandra Bullock, est un succès, obtient des critiques positives et devient culte,.
La série de films Le Seigneur des anneaux  de Peter Jackson, basée sur le roman éponyme de J. R. R. Tolkien est composée de La Communauté de l'anneau (2001), Les Deux Tours (2002) et Le Retour du roi (2003). Considéré comme l'un des plus ambitieux de l'histoire du cinéma, avec un budget de 285 millions de dollars, le projet dura huit ans, avec un tournage simultané des trois films en Nouvelle-Zélande entre octobre 1999 et décembre 2000. Une version longue de chaque film est sortie en DVD environ un an après leur sortie au cinéma. Se déroulant dans le monde fictif de la Terre du Milieu, les trois films suivent le hobbit Frodon Sacquet, joué par Elijah Wood, alors que lui et les autres membres de la Communauté de l'Anneau s'engagent dans une quête pour détruire l'Anneau unique, et provoquer ainsi la chute de son créateur, Sauron. Les trois films ont été un grand succès commercial, rapportant presque trois milliards de dollars lors de leur sortie en salles. Ils ont été globalement acclamés par la critique et fortement récompensés, remportant notamment dix-sept Oscars sur leurs trente nominations. Ces films ont également provoqué un regain d'intérêt et une reconnaissance du grand public pour l'œuvre de Tolkien, malgré quelques controverses sur les différences entre les livres et leur adaptation.
Dans un même temps et toujours en 2001, les comédies romantiques Le Journal de Bridget Jones portée par Renée Zellweger,,,,,,, ,, ainsi que La Revanche d'une blonde, incarnée par Reese Witherspoon, sont des succès au box office, obtiennent d’excellentes critiques et deviennent culte.
. De par son histoire rocambolesque, mais surtout de par sa distribution exceptionnelle, comprenant : Rowan Atkinson, Cuba Gooding, Jr., Whoopi Goldberg, Seth Green, Kathy Najimy et Dean Cain, le film Cash Express est considéré comme culte.
En 2004, la comédie Lolita malgré moi rejoint Fatal Games et Clueless parmi les rares films pour adolescents encensés par la critique. Le film connaît également un grand succès auprès du public, devenant un véritable phénomène de la pop-culture, notamment auprès des américains. En plus d'avoir été cité par beaucoup de célébrités dont Mariah Carey, Jennifer Lawrence, Ariana Grande ou encore Barack Obama, le film bénéficie de sa propre journée, le 3 octobre, en référence à une réplique du film. Cette journée était au départ un simple événement sur internet pour les fans du film, avant d'être officialisée par son distributeur, Paramount Pictures,. Depuis 2018, cette journée est considérée comme officielle dans l'État de New York où se joue une comédie musicale adaptée du film, avec la mise en place pour la journée d'un panneau West Fetch Street et l'organisation d'une cérémonie au August Wilson Theatre. Sur internet, beaucoup de GIF et mèmes mettant en scène des moments du films sont utilisés sur les réseaux sociaux.
Toujours en 2008, les comédies déjantées Super blonde avec Anna Faris et Rien que pour vos cheveux, ayant pour vedette Adam Sandler, sont des succès commerciaux, obtiennent d'excellentes critiques et deviennent instantanément culte,,.
Sortit en 2009, le film Avatar de James Cameron, est l’un des plus coûteux de toute l’histoire du cinéma, mais son succès public fulgurant lui a permis de dégager des bénéfices après seulement dix jours d’exploitation, puis de récolter plus de 2,7 milliards de dollars américains de recettes dans le monde. Avatar était le cinquième film à passer la barre symbolique du milliard de dollars de recettes et le premier film à atteindre les 2 milliards. Il devient, après seulement six semaines d’exploitation, le plus gros succès de l'histoire du cinéma, battant Titanic, également réalisé par James Cameron, un record maintenu jusqu'à la sortie d'Avengers: Endgame dix ans plus tard,.
En 2020, les films Blonde Ambition (2007) et Blonde et dangereuse (2009) avec Jessica Simpson, qui furent massacrés par la presse, sous prétexte qu'ils étaient des films indépendants sortis face à des blockbusters, sont analysés, puis réhabilités et sont de ce fait, considérés comme cultes et brillants de par leurs écritures, tout en démontrant les nombreuses références, clins d’œils et quatrième mur qu'ils contiennent,,,,,.

## Historique

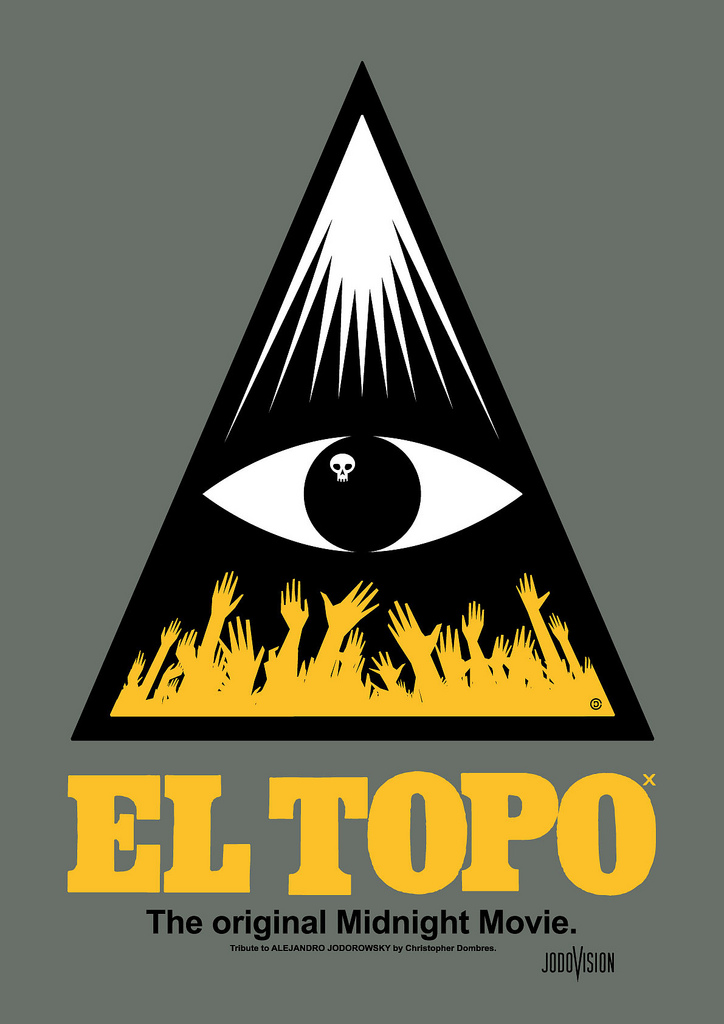
El Topo, un film culte emblématique des Midnight movies (1970).

### Première période: de 1959 aux années 1970
Le terme lui-même a été en usage à la fin des années 1970 et popularisé dans une série de trois livres de Danny Peary (en), commençant en 1981 par Cult Movies. Le film Plan 9 from Outer Space (1959) et d'autres d'Ed Wood Jr. font partie des plus anciens films considérés comme « culte », attirant les passionnés admiratifs de l'incompétence du cinéaste.
D'autres films de science-fiction et d'horreur de série Z des années 1950 (par exemple Robot Monster), et les films d'exploitation des années 1930 qui sont réapparus sur le marché de la vidéo des années 1980 (tels que Reefer Madness (1936)), ont aussi reçu ce statut.
Le film d'horreur à petit budget La Nuit des morts-vivants (1968), réalisé par George A. Romero, reçut un accueil mitigé au box-office mais attira l'attention de la critique avec le temps. La culture américaine durant la guerre du Viêt Nam eut un impact énorme sur le film et ce dernier obtint le statut de film culte après avoir été fréquemment diffusé dans les midnight movies. Le film est en effet une charge féroce contre la société américaine des sixties et un historien a décrit le film comme « subversif à beaucoup de niveaux ». Bien que n'étant pas le premier film de zombies, La Nuit des morts-vivants eut tellement d'influence sur ses successeurs qu'il peut être considéré comme l'influence majeure de la zombie-culture moderne. C'est le premier volet de la saga des zombies réalisée par Romero.
Comédie satirique sur la guerre froide, Docteur Folamour ou : comment j'ai appris à ne plus m'en faire et à aimer la bombe (1964) de Stanley Kubrick a été acclamé par la critique tout en conservant son statut de film culte. Dans le même genre, la comédie noire Harold et Maude (1971) est devenu le premier film à gros budget d'Hollywood capable de maintenir un cercle de fidèles conséquent lors des rediffusions, bien qu'apparemment il n'ait pas été repris par les Midnight movies durant les années 1970.
La comédie musicale de Mel Stuart Charlie et la Chocolaterie (Willy Wonka & the Chocolate Factory, 1971) est l'un des films pour enfants les plus célèbres, qui a pourtant développé un cercle d'inconditionnels parmi les adultes pour son design. Orange mécanique, de Stanley Kubrick (1971), un film sur la violence dans un futur proche, eut un succès commercial important et fut nommé à l'Oscar du meilleur film ; pourtant, les thèmes explorés et leur représentation ont fait de ce film l'un des plus polémiques de l'histoire du cinéma, lui conférant de ce fait le statut de film culte.
Pink Flamingos (1972), de John Waters, film présentant de manière extravagante et controversée (ce fut un exercice d'« un goût douteux ») des scènes d'inceste et de coprophagie, est devenu le plus connu d'un groupe de films passés dans les Midnight movies et se concentrant sur les perversions sexuelles et le fétichisme. Filmé pendant les week-ends à Baltimore, la ville natale de Waters, avec un câble d'un mile comme conducteur d'énergie, ce film se montra également important en inspirant la croissance des films indépendants.
En 1973, le cinéma Elgin Theater, à New York, a lancé des Midnight movies groupés, avec Pink Flamingos et un drame jamaïcain comportant une bande sonore remarquable. Dans sa vision traditionnelle, The Harder They Come (1972) fut un échec cuisant, éreinté par les critiques après que son distributeur aux États-Unis, New World Communications de Roger Corman, l'ait sorti sur son propre marché comme un produit de la blaxploitation. Revu dans les Midnight movies pendant six années, il contribua à la popularité du reggae aux États-Unis.
Tandis que le potentiel de certains films en tant que Midnight movies fut identifié seulement quelque temps après leur sortie, nombre d'entre eux furent distribués comme tels dès leur sortie en salle pour tirer profit du marché - par exemple, en 1973, Broken Goddess, Dragula, The White Whore and the Bit Player et Elevator Girls in Bondage (aussi bien que Pink Flamingos) firent leur première en tant que Midnight movies. En 1974, le premier Midnight movie Flesh Gordon montre avec évidence comment le phénomène bifurqua parfois vers la pornographie.
Le trans-genre The Rocky Horror Picture Show (1975) est probablement le film culte le plus connu encore en activité. Le film est une satire des conventions de films science-fiction et d'horreur de son temps et inclut des éléments de travestissement, inceste et homosexualité — le tout dans le contexte d'un film musical. Le film reçut peu d'attention de la part des critiques à sa sortie en 1975 mais se constitua peu à peu un groupe d'admirateurs fanatiques qui sont apparus aux Midnight movies des cinémas de quartiers, habillés en costumes et « participant » au film en imitant des scènes telles que le lancer de riz pendant la scène du mariage. Le film ridiculise intentionnellement ses propres thèmes, entrant de ce fait dans l'esprit d'amusement sarcastique entourant souvent les films culte. Il gagna une nouvelle vie sur VHS. The Rocky Horror Picture Show peut être vu comme une norme et aider à déterminer si un film est en effet culte, car il est probablement le film culte par excellence. Une grande partie de sa célébrité est moins due au film lui-même qu'à l'exposition qu'en ont faite ses admirateurs. Si un film est plus largement connu que The Rocky Horror Picture Show, il n'est pas susceptible de pouvoir être considéré comme un film culte.
Deux films cultes ont été écrits et réalisés par la bande des Monty Python : Monty Python : Sacré Graal ! (1975), une parodie loufoque des histoires du cycle arthurien, et Monty Python : La Vie de Brian (1979), dont l'action se tient en Judée au premier siècle, et où Brian évolue non loin de Jésus-Christ.

## Deux genres de films culte
Si la notion de film culte est aujourd’hui populaire, notamment chez les cinéphiles, son origine est incertaine. On peut rattacher la naissance du phénomène films culte aux projections de minuit (Midnight movies) qui commencèrent vers 1970 dans des cinémas de New York, Boston ou Los Angeles. Les directeurs de ces salles, désirant rendre accessibles des films peu connus et décalés, n'avaient que ce créneau horaire de disponible, la journée et la soirée étant occupées par les productions hollywoodiennes. Un public de connaisseurs ou de curieux, à l'époque où la cassette VHS n'existait pas encore, se constitua autour de films comme The Rocky Horror Picture Show, La Nuit des morts-vivants, Eraserhead ou encore El Topo. Ces films commencèrent ainsi une carrière de films culte.
Ainsi, ce furent des films étranges, bizarres, excentriques voire surréalistes qui constituèrent les premiers films culte. Souvent controversés car sortant des conventions formelles ou narratives de l'époque, ces films étaient aussi difficiles à voir que véritablement originaux.
Un film culte se situe dans la marge (ce n'est pas une volonté du réalisateur, mais le film est censuré, pas ou peu distribué, considéré comme trop médiocre, expérimental ou choquant) et un nombre limité d'inconditionnels fournissent des efforts répétés autour de cette œuvre (déplacements, écritures, projections, rencontres, etc.).

### Le film d’initiés
Pour les puristes, un film culte est d'abord un film ayant gardé une certaine confidentialité, au moins à ses débuts, et qui a obtenu un succès d'estime auprès d'un public qui lui reste fidèle et attaché.
Entrent dans cette catégorie des films de réalisateurs indépendants, des films qui n'ont pas eu le succès escompté à leur sortie (succès moyen ou échec commercial), soit parce qu'ils n'étaient pas bien distribués soit parce qu'ils ne correspondaient pas aux critères du grand public. Il peut s'agir de films ayant un format particulier, une réalisation novatrice, de films qui ont choqué à leur époque ou ont paru décalés par rapport aux standards de commercialisation. Ces films, bien qu'ayant souvent une imagerie forte, ne sont pas source de merchandising ou de produits dérivés généralisés. Par exemple :
- The Rocky Horror Picture Show : l'exemple même du film culte possédant son cercle d'admirateurs fidèles (ceux-ci se réunissent régulièrement pour des projections-spectacles où les scènes du film sont en même temps reprises par des acteurs[81]) ;
- Braindead : un sommet du cinéma gore déjanté[82].

### Le film générationnel
Prenant davantage appui sur le sens étymologique de l'expression que sur l'approche cinéphile, certains films sont considérés culte pour avoir été le signe de ralliement de toute une génération se partageant répliques culte et collectionnant objets s'y référant avec la même passion. Le film générationnel est souvent scénarisé pour plaire à une tranche d'âge plus ou moins précise de spectateurs, à savoir les adolescents (teen movies) ou les jeunes adultes, et pour marquer une opposition entre la jeunesse et le reste de la population, symbole de l'autorité à tourner en ridicule (représentation du quotidien de la jeunesse urbaine, de l'incompréhension entre générations qui se concrétise par l'affrontement entre le conservatisme et la modernité, la rébellion contre l'autorité parentale ou professorale). Parfois la réception d'un film non délibérément ciblé vers les jeunes ou leurs valeurs mais dans lequel ils se reconnaissent, le rend de manière imprévisible générationnel.
Les premiers films générationnels apparaissent aux États-Unis au moment de la crise des sociétés dans l'entre-deux-guerres, avec des films comme Reefer Madness. Puis une jeune génération politisée de réalisateurs américains issus de la contre-culture, influencés par le néoréalisme italien, la modernité européenne et la Nouvelle Vague française Nouvel Hollywood, donnent le coup d'envoi de la révolution du Nouvel Hollywood à la fin des années 1960, en mettant en scène des films générationnels comme Bonnie and Clyde, Le Lauréat (1967), Easy Rider (1969), La Dernière Séance (1971), American Graffiti (1973), Taxi Driver (1976), La Fièvre du samedi soir (1977), Grease (1978), Porky's (1982) et The Breakfast Club (1985). À partir de la fin des années 1970, l'oligopole des grands studios américains détenus par de puissants groupes financiers, domine le marché des États-Unis ainsi que la grande majorité des marchés étrangers, en mettant en avant les popcorn movies (films à grand spectacle qui développent une histoire simple pimentée de nombreux effets spéciaux, à l'usage des moins de 20 ans et des fabricants de popcorn), tels que Les Dents de la mer de Steven Spielberg en 1975, la trilogie Star Wars de George Lucas entre 1977 et 1983, Retour vers le futur de Robert Zemeckis (1985) ou Le Seigneur des anneaux de Peter Jackson entre 2001 et 2003. Ces précurseurs des blockbusters estivaux du Nouvel Hollywood révèlent des réalisateurs dont la virtuosité, par les angles de prises de vue et les mouvements de la caméra, constitue un choc visuel pour les adolescents qui représentent de plus en plus l'essentiel des spectateurs de cinéma.
Au Royaume-Uni, le film Trainspotting (1996), symbole du mouvement culturel Cool Britannia, est présenté comme le film générationnel du mouvement techno. Billy Elliot (2000) dont le héros, un frêle adolescent devant lutter contre les préjugés de son entourage en général, et de son père en particulier, symbolise le conflit entre les générations mais aussi le combat contre les codes sociaux et culturels en vigueur.
La France est également marquée par plusieurs films générationnels : La Piscine (1969), Les Valseuses (1974), Diabolo menthe (1977), Les Bronzés (1978), La Boum (1980), Le Grand Bleu (1988), Un monde sans pitié (1989), Les Nuits fauves (1992), Le Péril jeune (1994), Léon (1994), Le Cinquième Élément (1997), Taxi (1998), Astérix et Obélix : Mission Cléopâtre (2002), L'Auberge espagnole (2002), OSS 117 : Le Caire, nid d'espions (2006).

## Festival du film culte
En juin 2016, est inauguré à Trouville-sur-Mer le premier Festival international du film culte, qui est reconduit seulement en 2017. Lancé par Karl Zéro et se déroulant au casino de Trouville-sur-Mer, ce festival atypique, dont les buts sont de proposer une compétition composée de films inédits, au « fort potentiel culte », des films atypiques, ambitieux ou décalés qui interpellent la critique et le public.

### Filmographie
- (en) Le documentaire Midnight Movies (2006) du réalisateur canadien Stuart Samuels qui expose la genèse du phénomène « film culte » aux États-Unis.